# روبن استودارد
کریستوفر تئودور روبن استودارد (به انگلیسی: Christopher Theodore Ruben Studdard) (زاده ۱۲ سپتامبر ۱۹۷۸) که با نام روبن استودارد شناخته می‌شود خواننده سبک پاپ و آر اند بی و بازیگر آمریکایی و برنده دومین دوره از سری مسابقات آمریکن آیدل است.
او در سال ۲۰۰۳ برنده جایزه گرمی به عنوان بهترین خواننده آر اند بی شد. اولین آلبوم وی که موفق‌ترین آلبوم وی تلقی می‌شود "Soulful" نام دارد که در جدول آر اند بی در آمریکا مقام اول را بدست آورد

## آلبوم‌ها
- ۲۰۰۳: Soulful
- ۲۰۰۴: I Need an Angel
- ۲۰۰۶: The Return
- ۲۰۰۹: Love Is
- ۲۰۱۰: Playlist: The Very Best of Ruben Studdard